# Zażółć gęślą jaźń

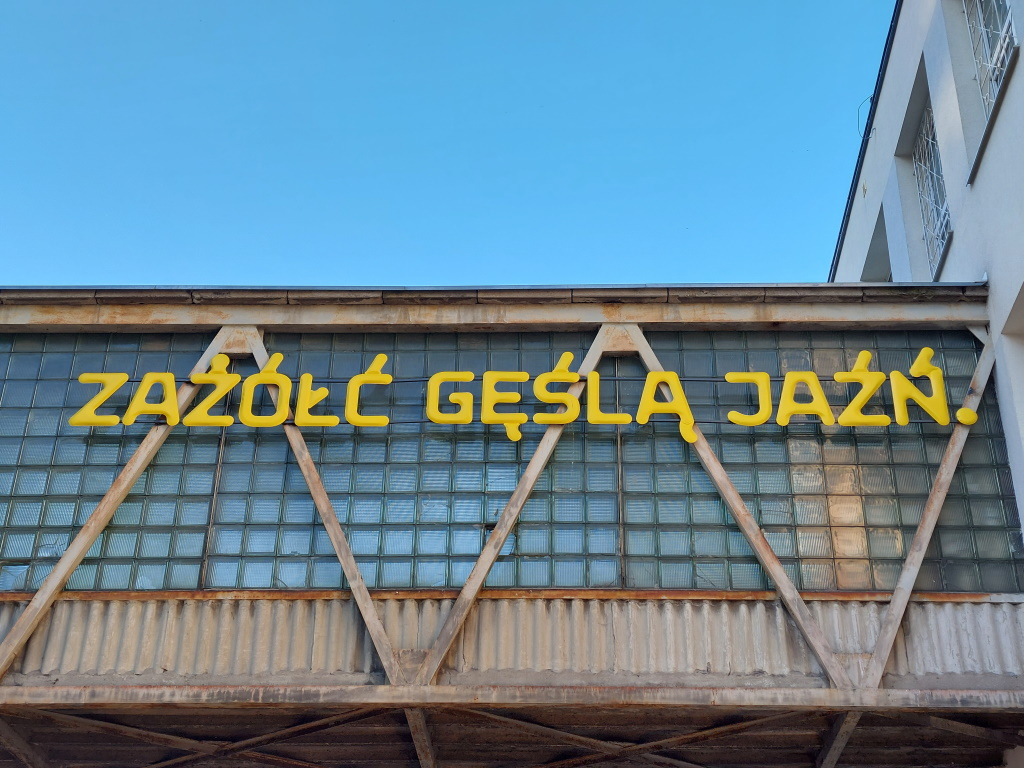
Napis „Zażółć gęślą jaźń” w Gdyni

Zażółć gęślą jaźń – żartobliwe, najkrótsze zdanie zawierające wszystkie polskie znaki diakrytyczne. Wykorzystywane jest powszechnie do sprawdzania obsługi polskiego alfabetu w czcionkach i programach komputerowych.